# Patokh Chodiev

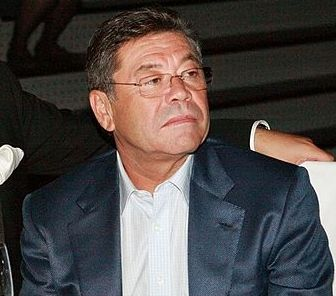
Patokh Chodiev, 2013

Patokh Chodiev (kyrillisch Патох Каюмович Шодиев, transkribiert Patoch Kajumowitsch Schodijew; * 15. April 1953 in Dschisak, Usbekische SSR) ist ein belgisch-kasachischer Unternehmer.

## Leben
Gemeinsam mit seinen Geschäftspartnern Alidschan Ibragimow und Alexander Maschkewitsch gründete er das Bergbauunternehmen Eurasian Natural Resources. Er steht dem bis 2019 amtierenden kasachischen Präsidenten Nursultan Nasarbajew nahe. Nach Angaben des US-amerikanischen Forbes Magazine gehört Chodiev zu den reichsten Belgiern. 1997 erhielt Chodiev die belgische Staatsbürgerschaft. Chodiev ist verheiratet und hat drei Kinder.

## Kazakhgate-Skandal
Im Rahmen eines Militärgeschäfts zwischen Frankreich und Kasachstan hat der damalige französische Präsident Nicolas Sarkozy den damaligen Präsidenten des belgischen Senats Armand De Decker um Hilfe gebeten, Chodiev und seine zwei Geschäftsfreunde durch ein neues Gesetz vom Vorwurf der Dokumentenfälschung, Geldwäsche und Bildung einer kriminellen Vereinigung freizusprechen – dies sei eine Vorbedingung Nasarbajews gewesen. Dafür habe er 700.000 Euro empfangen und politischen Einfluss auf den damaligen belgischen Justizminister Stefaan De Clerck ausgeübt, ein „Transaktionsgesetz“ zur strafrechtlichen Entlastung gegen Zahlung einer Geldsumme ins Parlament einzubringen. Das Gesetz wurde am 14. April 2011 angenommen, am 17. Juni 2011 wurde Chodiev gegen eine Zahlung von 23 Millionen Euro freigesprochen. Nur zehn Tage später unterzeichnete der französische Premierminister François Fillon den Vertrag zur Lieferung von Militärhubschraubern an Kasachstan. In Belgien wurde ein parlamentarischer Untersuchungsausschuss eingerichtet, um die Vorgänge und die Verquickung zwischen Anwaltstätigkeit und politischer Einflussnahme aufzuklären, was am 17. Juni 2017 zum Rücktritt von Armand De Decker als Bürgermeister von Uccle führte.